# یوزف اشتیبرانی
یوزف اشتیبرانی (اسلواکی: Jozef Štibrányi؛ زادهٔ ۱۱ ژانویهٔ ۱۹۴۰) بازیکن فوتبال اهل چکسلواکی است.
از باشگاه‌هایی که در آن بازی کرده‌است می‌توان به دوکلا پراگ و باشگاه فوتبال اسپارتاک ترناوا اشاره کرد.
وی همچنین در تیم ملی فوتبال چکسلواکی بازی کرده‌است.